# Línia Ca6
La línia Ca6 (Barcelona-Riba-roja d'Ebre-Saragossa-Delicias) és una línia de ferrocarril de via d'ample ibèric. És una de les 8 línies de mitjana distància i aquesta en concret és gestionada per Renfe.
A l'estació de Saragossa-Delicias hi ha un doble canviador d'ample  ibèric a internacional i a l'inrevés (sistema Talgo i sistema Brava-CAF).
1. ^  Tots els trens que surten de Barcelona, poden sortir de l'estació de França o Sant Andreu Comtal.

## Línies per on transcorre el servei
- Línia Barcelona-Vilanova-Valls (Barcelona via túnel d'Aragó - Sant Vicenç de Calders)
- Línia Barcelona-Martorell-Vilafranca-Tarragona (Sant Vicenç de Calders - Tarragona)
- Línia Tarragona-Reus-Lleida (Tarragona-Reus)
- Línia Reus-Casp (tota la línia)
- Línia Casp-Saragossa